# Karim Ouelhaj
 (août 2022).
La mise en forme du texte ne suit pas les recommandations de Wikipédia : il faut le « wikifier ».
Les points d'amélioration suivants sont les cas les plus fréquents. Le détail des points à revoir est peut-être précisé sur la page de discussion.
- Les titres sont pré-formatés par le logiciel. Ils ne sont ni en capitales, ni en gras.
- Le texte ne doit pas être écrit en capitales (les noms de famille non plus), ni en gras, ni en italique, ni en « petit »…
- Le gras n'est utilisé que pour surligner le titre de l'article dans l'introduction, une seule fois.
- L'italique est rarement utilisé : mots en langue étrangère, titres d'œuvres, noms de bateaux, etc.
- Les citations ne sont pas en italique mais en corps de texte normal. Elles sont entourées par des guillemets français : « et ».
- Les listes à puces sont à éviter, des paragraphes rédigés étant largement préférés. Les tableaux sont à réserver à la présentation de données structurées (résultats, etc.).
- Les appels de note de bas de page (petits chiffres en exposant, introduits par l'outil «  Source ») sont à placer entre la fin de phrase et le point final[comme ça].
- Les liens internes (vers d'autres articles de Wikipédia) sont à choisir avec parcimonie. Créez des liens vers des articles approfondissant le sujet. Les termes génériques sans rapport avec le sujet sont à éviter, ainsi que les répétitions de liens vers un même terme.
- Les liens externes sont à placer uniquement dans une section « Liens externes », à la fin de l'article. Ces liens sont à choisir avec parcimonie suivant les règles définies. Si un lien sert de source à l'article, son insertion dans le texte est à faire par les notes de bas de page.
- La présentation des références doit suivre les conventions bibliographiques. Il est recommandé d'utiliser les modèles {{Ouvrage}}, {{Chapitre}}, {{Article}}, {{Lien web}} et/ou {{Bibliographie}}. Le mode d'édition visuel peut mettre en forme automatiquement les références.
- Insérer une infobox (cadre d'informations à droite) n'est pas obligatoire pour parachever la mise en page.

Pour une aide détaillée, merci de consulter Aide:Wikification.
Si vous pensez que ces points ont été résolus, vous pouvez retirer ce bandeau et améliorer la mise en forme d'un autre article.
 (août 2022).
 (août 2015).
- Si vous ne connaissez pas le sujet, laissez ce bandeau (vous pouvez alors contacter les auteurs).
- Si vous supprimez le contenu mis en cause (vous pouvez préalablement contacter les auteurs),

argumentez précisément cette suppression dans la page de discussion
(un manque de référence n'est pas un argument ; une recherche réelle de référence doit avoir été effectuée, être formellement documentée).

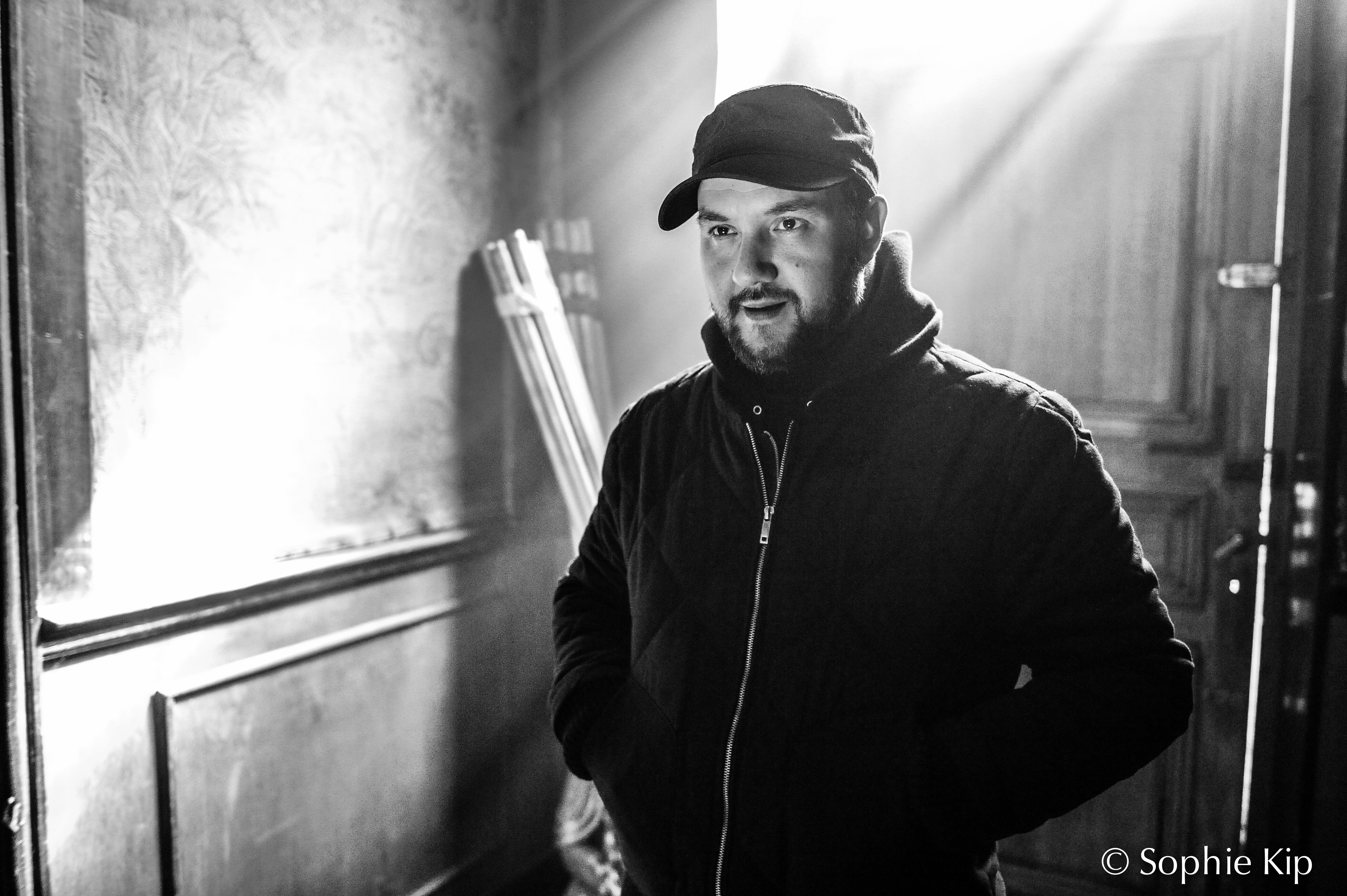
Karim Ouelhaj

Karim Ouelhaj, né le 4 mars 1974 à Liège, est un réalisateur, auteur et producteur belge.

## Biographie
Karim Ouelhaj est né et a grandi à Liège dans le quartier de Glain. Il suit des études de publicité, d'arts appliqués, de dessin et de vidéo. Il obtient un master en publicité de l'Institut Marie-Thérèse, à Liège, et un master à l'ESAL (Académie Royale des Beaux-Arts de Liège). Il confie : « Je trouve que j’ai eu de la chance d’étudier à l’Académie, car on te laisse faire ce que tu veux ».
Membre fondateur d'Okayss, Karim Ouelhaj totalise à son actif une trentaine de films.
Il a été remarqué pour son premier long métrage, Parabola, sélectionné festival de Venise en 2005. Suivent Le Repas du Singe et Une réalité par seconde. Ensemble, ces films forment un triptyque.
Il poursuit sa carrière avec la réalisation de deux courts métrages : en 2016, L’Œil Silencieux, pour lequel il remportera le Méliès d'or à l'European Fantastic Film Festivals Federation en Suède  et, pour sa première au Brussels international Fantastic Film Festival en Belgique 2016,,, le Méliès d'argent ; en 2017, Tundra pour lequel il sera récompensé du Director’s Choice Award à Indie Flicks Festival en Angleterre ainsi que le Grand-Prix au Short Movie Club Film Festival en Biélorussie (2018). Il a également réalisé un grand nombre de clips musicaux pour des groupes comme Frank Shinobi, Lylac, My TVis Dead, etc.

## Parcours

### La trilogie
Pour son premier long métrage, Parabola, en 2005. Il choisit de  « filmer dans les rues de Liège, sans autorisation, avec un budget de 750 euros et une équipe de seulement trois personne ». Le tournage dure seulement quatre semaines. Le réalisateur déclare : « Faute de moyens financiers, je dois tout faire moi-même, ou presque ». Le  scénario est écrit au retour d'un voyage en Ukraine : « Deux ans auparavant, j’avais travaillé sur un projet photographique en Ukraine. J’y avais découvert un monde toujours marqué par le rideau de fer et j’avais été particulièrement impressionné par l’ambiance qui régnait dans les rues d’Odessa. C’est cette atmosphère que j’ai voulu capter ».
Les Films de la Passerelle décide d'aider à la distribution film est sélectionné au festival de Venise, dans la catégorie « Journée des auteurs », et distribué par Cinéart. Parabola est aussi sélectionné à Namur, Madrid, Rome, Milan, Amiens et reçoit  le prix Federico Fellini Award, en 2006, à Tiburon (États-Unis). Subversif et n'épargnant rien au public, « Le film a été reçu comme un coup de poing, et le retour a été parfois brutal : les uns l’ont trouvé très fort, d’autres ont détesté. Mais j’étais très content. Mon but est de susciter des réactions, qu’elles soient bonnes ou mauvaises ». D'ailleurs, Vers L'Avenir décrit Parabola comme une « oscillation entre Irréversible de Gaspar Noé pour son ultraviolence et Baise-Moi de Virginie Despentes pour son esthétique assumée ».
Huit ans après Parabola, le réalisateur réalise en auto-production un deuxième long métrage, Le Repas du Singe. Pour celui-ci, il dispose d'un budget plus important. Pendant un mois, le réalisateur se consacre à la rédaction du scénario et le tournage dans les rues de Liège a duré six semaines. Ce film reçoit le prix de la meilleure performance féminine à Rome.
En 2015, Karim Ouelhaj clôture son triptyque, composée jusque là de Parabola et Le Repas du Singe, avec un troisième volet intitulé Une Réalité par Seconde. Ce dernier oscille entre fiction et documentaire. Il plonge le spectateur dans "un univers qu'on ne veut ni voir ni connaître, dans une réalité que l'on cherche à oublier". Il faut attendre la fin d'année 2016 pour que le Cinéma Nova à Bruxelles découvre le film et le diffuse,.

### Frank Shinobi
Un projet de film expérimental et musical voit le jour en 2009 : Frank Shinobi: An Experimental Musical Movie,: « Un long clip d'environ une heure dix aux images et sonorités hallucinatoires ». Ce projet naît d'une collaboration entre Karim Ouelhaj et le groupe rock liégeois Frank Shinobi. La première de ce film expérimental a lieu au Parc (Les Grignoux) à Liège, avec la présence du groupe Frank Shinobi qui joue en live.

### L'Œil silencieux
En 2016, il tourne un court métrage L’Œil silencieux, produit par Okayss. Le rôle principal est tenu par l'acteur belge Wim Willaert. Pour ce film, il bénéficie enfin d'un budget officiel lui permettant de filmer comme il le souhaite. Avec ce court métrage, le cinéaste revient sur un genre qui lui tient à cœur : le fantastique. Mad Movies décrit L'Œil Silencieux comme un film entre "huis clos et film de maison hantée". Le réalisateur s'inspire de la téléréalité pour écrire ce film. Ce court reçoit notamment le prestigieux Méliès d'Or au European Fantastic Film Festivals Federation (Suède), le Grand Prix et le Méliès d'argent au BIFFF (Belgique), le Dark Owl International Fantasy Short au Leeds International Film Festival (Grande-Bretagne) et bien d'autres prix.

### Tundra
En 2017, il termine son court métrage intitulé Tundra, produit par Okayss. Originellement conçu comme un long métrage, la réalisation de Tundra a commencé dès 2012 mais n'a pas pu se faire par manque de scènes et surtout de financement. Il a fallu attendre cinq ans pour que le réalisateur se décide finalement à en faire un court métrage,. L'ensemble de l'histoire a changé tout en gardant l'idée principale. Le réalisateur confie que le passage du long au court métrage lui a permis d'aller à l'essentiel,. C'est avec Olivier Picard, l'acteur principal du film et ami proche du réalisateur, que ce dernier trouve son inspiration pour l'écriture de son film : "together we usually have a lot of conversations, specially about political and economic situation in Europe and the World. As Artists, we are pretty worried about misinformation. Just before Tundra, we were specially aware about the Greek crisis and we understood very strongly that we are being lied in trying to make us believe that Thought Police is democracy. It is on this base that we created the character of Tundra, an angry man who completely refuses submission". Pour ce court, le réalisateur reçoit le Director's Choice Award à Indie Flicks Festival en Angleterre et Grand Prix au Short Movie Club Film Festival à Minsk, en Biélorussie. Tundra a notamment été en compétition officiel de l'Étrange Festival en septembre 2018. Le journal La Libre décrit ce court comme "violent, fort, décalé et politiquement incorrect". L'Écran Fantastique situe le court-métrage au carrefour d'Hitchcock, Rémy Belvaux et Friedkin.

### Megalomaniac
En décembre 2017, il tourne Megalomaniac, dont le financement est 100% belge. Ce film est un "cas d'école" : le financement est essentiellement belge et c'est un "long métrage de genre, wallon, très noir et très très excitant". Mad Movies, de son côté, définit ce film comme un "long métrage d'horreur à l'ancienne". Le tournage a eu lieu sur Liège et l'ensemble de l'équipe et la postproduction était wallonne.

### Okayss
Son premier long métrage intitulé Parabola marque également la fondation du collectif, Okayss. Depuis ce jour, Okayss soutient les projets de Karim Ouelhaj. Le but de ce collectif est, déclare le réalisateur : "faire ce que l'on veut, dire ce que l'on veut. Avec qui on veut et comment". Talk Magazine explique que "ce collectif produit et réalise des projets dont le point commun est de bénéficier d'une totalité liberté d'expression. Défendant des valeurs d'entraide et de solidarité, ce collectif d'artistes liégeois se base sur des affinités autant artistiques qu'humaines".

## Style

### Influences artistiques
Les influences cinématographiques de Karim Ouelhaj sont nombreuses : Alan Parker, Oliver Stone, Gaspar Noé, David Cronenberg, Paul Thomas Anderson, ou Abel Ferrara. Il aime des artistes de l’extrême, possédant une "vision des choses bien trempée".
Dans le domaine de la littérature et la peinture, il admire énormément le travail de Clive Barker.

### Le genre
Le cinéma de Karim Ouelhaj navigue "entre le réalisme documentaire et le surréalisme stylisé". Le réalisateur situe son cinéma dans la lignée de la culture du cinéma bis et des films de genre. Il reconnaît également la présence d'affinités dans ses films avec le cinéma cyberpunk des années 1980 et 1990.
Après son triptyque, composée de Parabola, Le Repas du Singe et Une Réalité par Seconde, il se tourne vers le fantastique avec L'Œil Silencieux. Il confie : "Je savais que je ne pourrais pas me lancer dans le fantastique tout de suite. C'est pour ça que je suis passé par des choses plus "classiques", j'avais besoin de maîtriser la grammaire cinématographique et surtout la direction d'acteurs. J'ai trop de respect pour le genre pour risque de faire un film cheap. J'ai donc expérimenté avec des histoires plus rationnelles, afin d'atteindre une certaine justesse dans le réalisme avant d'affronter le fantastique".
Il explique ne pas vouloir s'enfermer dans un genre, d'être un réalisateur éclectique.

### L'acteur
Pour ses films, Karim Ouelhaj travaille à la fois "avec des comédiens professionnels, semi-professionnels, amateurs mais aussi parfois avec des personnes qui n'ont jamais joué dans un film". Il déclare : "ce qui m’intéresse le plus ce sont les personnages et leur vécu. Dès lors, il m’a semblé nécessaire d’effectuer ce mélange des genres qui rend les choses encore plus réelles". Dans La Libre, il confirme aimer ce mélange. Il n'envisage pas de créer son casting par connaissance ou par piston : "Je préfère aborder des gens spontanément. Instinctivement, je repère en eux une histoire personnelle que j'ai envie de connaître".

### Le format court et long
Karim Ouelhaj réalise aussi bien des longs que des courts métrages. Avant son premier long métrage Parabola, il "réalise une dizaine de courts métrages, qu'il considère comme mauvais, tout particulièrement au niveau de la direction d'acteurs". Il confie : "À l'époque, le format court ne me convenait pas, et faire Parabola m'a permis d'aller au fond des choses". Or, au fur et à mesure, il estime que le format court lui offre davantage de liberté, "que ce soit dans l’expérimentation ou la représentation de la violence, voire carrément dans la liberté d’expression".
Dans Mad Movies, il déclare qu'un court-métrage "est une œuvre à part entière, qui peut être vue et distribuée comme un long. C'est simplement une question d'économie : le court ne génère pas d'entrées en salles, ce qui est bien dommage d'ailleurs, car je constate à chaque festival que le public aime ça. Moi-même, je vois aujourd'hui plus de films intéressants dans les courts que dans les longs, car on y est moins dépendant des moyens".

### La musique
Karim Ouelhaj entretient une affinité particulière avec la musique. Selon lui, elle est primordiale dans un film : "Je travaille en musique et je réalise ma mise en scène comme si je travaillais sur un son. Un film sans musique est quasiment inconcevable pour moi". Il écrit avec la musique : "La musique et le cinéma sont deux vecteurs qui fonctionnent bien en moi. Au montage, le son et la musique s’entremêle. La musique se mélange avec le son, les effets sonores. Il est difficile de les distinguer. Le résultat est intéressant".
Pour la musique de L’Œil Silencieux, "il a demandé à (au groupe) Nox (ancien nom du groupe Nile on Wax) de s’inspirer de la musique du film Under the Skin de Jonathan Glazer". D'ailleurs, il avait déjà travaillé avec le groupe Nox (ancien nom du groupe Nile on Wax) pour la musique de son film Le Repas du Singe.
En musique, Karim Ouelhaj aime beaucoup le travail de Nick Cave et de Enrique Bunbury.

### Thèmes explorés
"Les films de Karim Ouelhaj sont frontaux, sensibles et engagés". Ils parlent d'une certaine "classe sociale exclue et ignorée". Le réalisateur s'inspire de la société dans laquelle il vit : "On est totalement dans une société paranoïaque où il y a de plus en plus de communautés qui se créent. Le communautarisme amène la division. Le fait de dire cela dans mes films amène une sorte de censure, et c’est là que ça devient dérangeant... mais ça prouve aussi que quelque part je tape juste". Ses histoires découlent "de ses observations de la détresse humaine en milieu urbain" : "Je ne me sens pas en marge, mais mes sujets le sont. Je ne les choisis pas par complaisance ou par facilité, plutôt parce que j'éprouve de l'empathie pour mes personnages, même si je ne partage pas leurs expériences de vie. Dans le contexte de crise actuel, je pense que chacun peut se sentir concerné. Je ne vois pas ce que je pourrais raconter d'autres pour l'instant".
Il réalise "des films chocs, sans concession, abordant des thématiques fortes" : la drogue, la violence et la prostitution,. Mais il précise "ne pas être un réalisateur trash" : "dans mes films, il y a de la tendresse, de l'humanité, de l'amour, de la sensibilité".
Il aime le côté esthétique des images mais son cinéma est avant tout viscéral : "c'est très important à notre époque où l'atmosphère ambiante est aseptisée. Je suis un cinéaste libre et indépendant" déclare-t-il. Son style radical a d'ailleurs du mal à trouver des financement et a eu jusqu'ici tendance à refroidir les exploitants. Ses films ont été peu distribués en salle. En 2017, la création d'un coffret DVD, soutenue par une campagne de financement participatif lancée par Okayss, a permis au public de découvrir son travail cinématographique. Ce coffret contient le triptyque composée de Parabola, Le Repas du singe et de Une réalité par seconde, ainsi qu'une série de clips musicaux, deux courts métrages et un documentaire Tribu en image, décrivant l'historique d'Okayss, la boîte de production créée par le réalisateur. "Ce coffret symbolise la personnalité du réalisateur et en particulier son cinéma". L'artiste confie : « Il s'agit d'un triptyque sociétal qui se regarde comme trois tableaux se faisant écho. C'est également un triptyque qui évite de mettre la poussière sous le tapis. C'est peut-être pour cela que c'est, par moments, dérangeant ».

### La ville de Liège comme décor[38]
Liège est le lieu de tournage du réalisateur. Pour la majorité de ses films et en particulier son triptyque, composée de Parabola, Le Repas du singe et Une Réalité par seconde, Karim Ouelhaj plonge le spectateur dans les quartiers liégeois. Il affectionne les petites ruelles, comme celles qu'on trouve en Féronstrée, ou encore les ponts qu'on peut voir surplombant la Meuse.

## Filmographie
- 2005 : Parabola
- 2009 : Frank Shinobi: An Experimental Musical Movie
- 2013 : Le Repas du Singe
- 2015 : Une réalité par seconde
- 2016 : L’Œil Silencieux
- 2017 : Tundra
- 2022 : Megalomaniac
- 2024 : Le Pont des Fiévreux